# Okręg wyborczy Stourbridge
Okręg wyborczy Stourbridge został odtworzony w 1997 roku (wcześniej istniał w latach 1918-1950) i wysyła do brytyjskiej Izby Gmin jednego deputowanego. Okręg obejmuje południowo-zachodnią część okręgu metropolitalnego Dudley.

## Deputowani do brytyjskiej Izby Gmin z okręgu Stourbridge (od 1997)
- 1997-2005: Debra Shipley, Partia Pracy
- 2005-2010: Lynda Waltho, Partia Pracy
- 2010-2019: Margot James, Partia Konserwatywna do 2019, następnie niezależna
- 2019-2024: uzanne Webb, Partia Konserwatywna
- 2024- : Cat Eccles, Partia Pracy[3]